# Помона

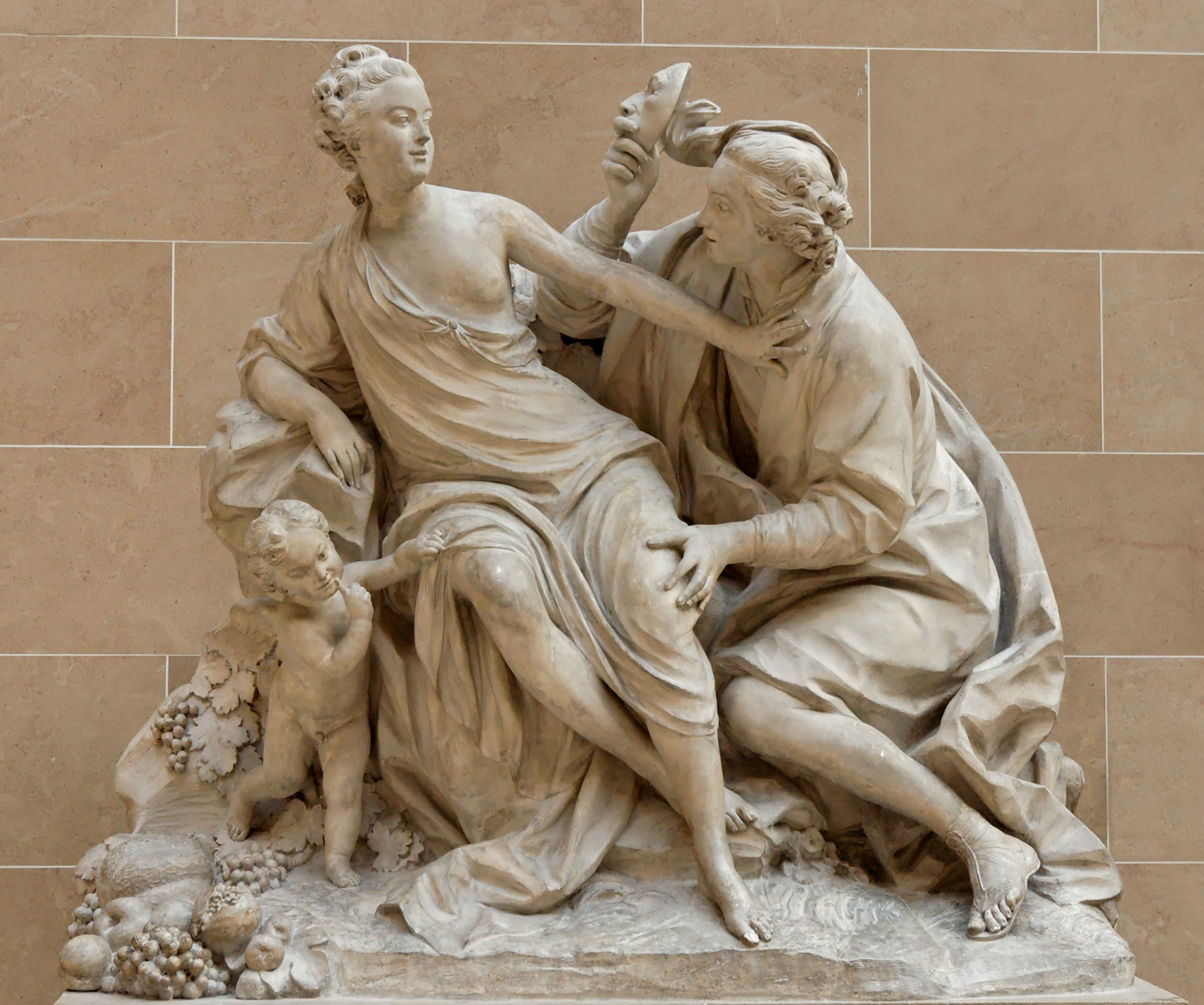
Скульптура Помони

Помо́на (лат. Pomona) — богиня овочів, шанована переважно в Лаціумі. 
У Римі мала свого жерця, який називався Flamen Pomonalis. 
Чоловіками Помони були Пік і Вертумн, який марно намагався зійтися з нею, набираючи різних образів. Нарешті, перетворившись із бабусі у вродливого юнака, досяг свого.
Античне мистецтво зображувало Помону з овочами на лоні, з овочевим вінком, з городницьким ножем у правій руці.
Міф про Помону й Вертумна опрацював Овідій у «Метаморфозах».